# آسانو تسوناآکیرا
آسانو تسوناآکیرا (岩松؛ ۲۱ ژوئن ۱۶۳۷ – ۱۸ فوریهٔ ۱۶۷۳) دایمیو در دوره ادو اهل ژاپن بود که بر قلمرو هیروشیما فرمان می‌راند.